# Войцех Фігель
Войцех Фігель (пол. Wojciech Figiel; 24 березня 1950, Сосновець) — польський робітник, активіст антикомуністичного протестного руху, у 1981 році — голова профкому Солідарності на шахті «Сосновець». Став широко відомий восени 1981 року, при жорсткому конфлікті шахтарів з владою ПНР. Інтернований при воєнному стані. Після звільнення емігрував до США.

## Робітник
Народився у робітничій сім'ї. Після школи вступив до технікуму, але залишив навчання через важке матеріальне становище. Працював на чавунотопному заводі у Катовицях, підприємствах комунгоспу у Сосновці, взуттєвій фабриці у Слупську. У 1973 році, відслуживши в армії, вступив на вугільну шахту у Мисловиці. З 1978 року — гірник шахти «Сосновець».
Войцех Фігель дотримувався антикомуністичних поглядів, був супротивником урядущої компартії ПОРП. Разом із друзями поширював на шахті листівки КОС-КОР.

## Активіст «Солідарності»

### Голова профкому
У серпні 1980 року масовий страйковий рух змусив керівництво ПОРП й уряд ПНР погодитися на створення незалежної профспілки Солідарність. Войцех Фігель брав активну участь у страйках сілезьких шахтарів, очолив комітет «Солідарності» на своїй шахті.
Катовицьке воєводство, до якого належав Сосновець, вирізнялося особливим напруженням протистояння між ПОРП і «Солідарністю». Перший секретар воєводського комітету ПОРП Анджей Жабинський, Катовицький воєвода Генрик Лихось, воєводський комендант міліції Єжи Груба, начальник воєводської Служби безпеки Зигмунт Барановський належали до «партійного бетону». З іншого боку, лідер профцентру Анджей Розплоховський належав до «фундаменталістів „Солідарності“». Войцех Фігель і його комітет стояли на тій же позиції.
Літо 1981 року було відзначено у Польщі сплеском протестного руху, демонстрацій та страйків. 7 серпня 1981 року Войцех Фігель очолив попереджувальний страйк на шахті «Сосновець». Страйкарі блокували (закрили в конференц-залі) адміністрацію підприємства, членів комітету ПОРП й офіційної профспілки, взяли на себе підтримку порядку, зняли з воріт шахти зображення червоної зірки, що символізує союз ПНР із СРСР. Виник серйозний конфлікт, було порушено кримінальну справу. Фігеля та сімох інших активістів було притягнуто до суду за звинуваченнями в «насильницькому затриманні представників влади» й «образі символіки дружньої держави». На шахті та в місті пройшли мітинги на підтримку активістів.

### Провокація та протест
Розгляд справи було призначено на 27 жовтня 1981 року. Однак засідання не відбулося — суддя покликався на хворобу. Вранці того ж дня невідомі розпорошили біля воріт шахти тетрагідротіофен — небезпечну для життя, але отруйну речовину. Понад шістдесят осіб — переважно шахтарі, також кілька жінок і дітей — потрапило до лікарень. Інцидент сприйняли однозначно як помсту за події 7 серпня. Розслідувати не вдалося, найпоширеніші версії — спецгрупа СБ майора Перека або сталіністи KFP доктора Волчева (ті та інші перекладали відповідальність один на одного).
Провокація з отруєнням викликала обурення у місті та країні. 28 жовтня кілька підприємств оголосили страйкову готовність. Ситуація нагадувала Бидгощський березень, коли побиття активістів «Солідарності» призвело до багатомільйонного страйку. Восени ситуація в країні змінилася, нависала тінь швидкого військового насильства, і протести не набули загального характеру. Але шахта «Сосновець» страйкувала протягом сімнадцяти днів. На чолі страйку знову стояв Войцех Фігель. Декілька великих підприємств оголосили страйкову готовність.
Страйкарі вимагали розслідувати провокацію й усунути воєводу Лихося. Попередні переговори зі страйковим комітетом провели Лихось і заступник міністра гірничодобутку Мар'ян Густек. Потім приєдналися міністр у справах профспілок Станіслав Чосек, міністр гірничовидобутку Чеслав Пйотровський, голова «Солідарності» Лех Валенса. Усі вони обіцяли ретельне розслідування та вмовляли припинити страйк. 12 листопада 1981 року акція протесту завершилася на настійне прохання Валенси. Угоду підписали голова профкому Фігель і міністр Пйотровський.

### Значення
Події на шахті «Сосновець» та діяльність Войцеха Фігеля були помічені у СРСР. Викривальну статтю в «Літературній газеті» написав пов'язаний з КДБ голова Московського відділення Спілки письменників СРСР, учасник розгрому літературного альманаху «Метрополь» Фелікс Кузнєцов. Демонструючи зневажливий тон, він називав Войцеха зменшувальним ім'ям Войчек і робив недвозначний натяк, ніби за молодим активістом стоять впливовіші «екстремісти» (типу Яна Рулевського, Мар'яна Юрчика, Яцека Куроня). Однак виражалося серйозне занепокоєння у зв'язку з появою у «Солідарності» робочих патрулів — «груп наведення порядку». У статті, попри очевидність, стверджувалося, ніби ці «польські хунвейбіни» нібито «примушують до страйків». Тенденція пов'язувалась із шахтою «Сосновець» й особисто Войчеком Фігелем. При цьому про кримінальне переслідування активістів, розпорошення отруйної речовини, госпіталізації десятків людей не йшлося ні слова.
Конфлікт на шахті «Сосновець» став переддень драматичних подій, важливою пробою сил між «Солідарністю» та «бетоном». Це значення повною мірою виявилося за місяць.

## Переслідування й еміграція
13 грудня 1981 року у Польщі введено воєнний стан. Багато активістів «Солідарності» зазнали репресій. Войцех Фігель інтерновано в першу ж ніч.
Протягом року Фігель перебував у різних таборах. Звільнений 23 грудня 1982 року. Перебував під наглядом СБ, зазнавав профілактики, викликався на допити. У серпні 1983 року, вже після скасування воєнного стану, емігрував до США. Змінив кілька робітничих професій, проживає у штаті Коннектикут.
Зіткнення на шахті «Сосновець» влітку-восени 1981 року, ім'я та роль Войцеха Фігеля відомі у сучасній Польщі. У жовтні 2021 року у Сосновці урочисто відзначався 40-річний ювілей подій, виступали офіційні особи, відкрили пам'ятний знак.